# مغازه عتیقه‌فروشی (فیلم ۱۹۱۴)
«مغازه عتیقه‌فروشی» (انگلیسی: The Old Curiosity Shop (1914 film)) یک فیلم است که در سال ۱۹۱۴ منتشر شد. از بازیگران آن می‌توان به آلما تیلور اشاره کرد.